# أحمد ميلر
أحمد ميلر (بالإنجليزية: Ahmad Miller)‏ هو لاعب كرة قدم أمريكية أمريكي، ولد في 10 أبريل 1978 في برادنتون في الولايات المتحدة.

## أنظر أيضا
- أحمد ميريت
- أحمد هوكينز
- أدريان آموس
- أدريان أرينغتون
- أدريان باتلز